# Ballenger Creek
Ballenger Creek statisztikai település az Amerikai Egyesült Államok Maryland államában, Frederick megyében. Lakosainak száma 24 999 fő (2020. április 1.).

## Népesség
A település népességének változása:

| 2010 | 18 274 |
| 2020 | 24 999 |